# Anders Refn
Anders Refn, född 8 april 1944, är en dansk regissör, manusförfattare och klippare. Tillsammans med Vibeke Winding har han sonen Nicolas Winding Refn.
Refn debuterade som regissör och manusförfattare 1976 med filmen Snuten som rensade upp. Han mottog filmpriset Robert 1986 för bästa film (De flygande djävlarna) och två gånger för bästa klippning, 1997 och 2010. Han var även nominerad till samma pris för bästa klippning 2003. Därutöver har han belönats med Bodilpriset 2004 (hedersutmärkelse) samt varit nominerad för bästa klippning vid Amandafestivalen 2009.

## Filmografi (urval)
Regi
- 1976 – Snuten som rensade upp
- 1978 – Släkten
- 1980 – The Baron
- 1985 – De flygande djävlarna
- 1993 – Svart höst

Manus
- 1976 – Snuten som rensade upp
- 1976 – Hjerter er trumf
- 1978 – Släkten
- 1985 – De flygande djävlarna